# Ctenomys talarum
Ctenomys talarum és una espècie de rosegador histricomorf de la família Ctenomyidae endèmica de l'Argentina, en especial de la província de Buenos Aires, sistemes orogràfics de Ventania i de Tandilia.
És un rosegador subterrani herbívor que habita coves individuals, tancades la majoria de temps. Busca menjar excavant sota terra. Viu entre un i dos anys. Viu en hàbitats herbosos densos en sòls més o menys sorrencs i friables a argilosos durs, des de dunes de sorra fins a prats de l'interior.
Com tots els del seu gènere, els seus sons més comuns són els repetitius, estructurats, de to baix. Això feu batejar la seva onomatopeia «tuc tuc», en què es basa el nom comú en castellà de les diferents espècies. Són avisos territorials, així mantenen separats els diferents sistemes de galeries i, probablement, també la de localització espacial d'individus dins d'una mateixa població. La femella del Ctenomys té un crit particular per avisar el mascle que és en zel. Quan ell nounat s'allunya de la mare, crida la mare amb un só especial que la fa cercar i recuperar la cria.
En la categorització dels mamífers d'Argentina de 2019 és classificat com vulnerable, sobretot per la pèrdua progressiva i fragmentació del seu hàbitat. La Unió Internacional per a la Conservació de la Natura, en canvi, el 2016 encara l'havia classificat en la categoria de risc mínim.